# Direito penal do inimigo
Direito penal do inimigo (em alemão, Feindstrafrecht) é um  conceito introduzido em  1985 por Günther Jakobs, jurista alemão, professor de direito penal e filosofia do direito na Universidade de Bonn. Segundo Jakobs, certas pessoas, por serem inimigas da sociedade (ou do Estado), não detém todas as proteções penais e processuais penais que são dadas aos demais indivíduos.  Jakobs  propõe a distinção entre um direito penal do cidadão (Bürgerstrafrecht), que se caracteriza pela manutenção da vigência da norma, e um direito penal para inimigos (Feindstrafrecht), orientado para o combate a perigos e que permite que qualquer meio disponível seja utilizado para  punir esses inimigos.
Portanto, o direito penal do inimigo significa a suspensão de certas leis justificada pela necessidade de proteger a sociedade ou o Estado contra determinados perigos. A maioria dos estudiosos do direito penal e da filosofia do direito se opõem ao conceito de  Feindstrafrecht.  Günther Jakobs, por sua vez, assinala que ele apenas descreve algo que já existe, enquanto seus críticos dizem que ele  assume uma posição afirmativa em sua publicação de 2004. Nessa publicação, Jakobs propõe que qualquer pessoa que não respeite as leis e a ordem legal de um Estado - ou que pretenda mesmo destruí-los - deve perder todos os direitos  como cidadão, e que o Estado deve permitir que essa pessoa seja perseguida por todos os meios disponíveis. Isso significa, por exemplo, que um terrorista que queira subverter as normas da sociedade, um criminoso que ignore as leis e um membro da máfia  que só respeite as regras do seu clã  devem ser designados como  "inimigos do Estado" e não mais merecem ser tratados como cidadãos.

## O conceito
Em termos simplificados, o conceito de Jakobs está assentado em alguns pilares: 

1. antecipação da punição:  o ponto de referência não é o ato cometido, mas um ato futuro.
2. desproporcionalidade das penas: as penas previstas são desproporcionalmente elevadas  em relação ao ato cometido ou ao  resultado lesivo.
3. criação de leis especialmente severas direcionadas à clientela dessa específica engenharia de controle social (criminosos econômicos, terroristas, delinquentes organizados, autores de delitos sexuais e de outras infrações penais consideradas perigosas)
4. flexibilização  de certas garantias do processo penal que podem, inclusive, ser suprimidas (como na prisão preventiva sem prazo, interceptação telefônica sem prazo ou no uso de caneleira eletrônica),  mediante a  introdução de figuras delitivas, como crime hediondo (no Brasil,ver lei nº 8.072/90) e crime organizado (no Brasil, lei nº 12.850/2013), dentre outros. [4]
5. descrição vaga dos crimes e das penas, para que o Estado possa punir como bem entender.[4]

Nessa linha, o inimigo é não cidadão e não pode, portanto, ser tratado como pessoa pelo Estado. Jakobs admite que todo aquele que é considerado "um perigo latente" e não simplesmente um delinquente, "perde sua qualidade de pessoa e pode de certo modo ser visto como um "animal perigoso". Segundo ele, trata-se de uma despersonalização parcial:
| “ | No Estado de Direito é evidente que o inimigo é isso em todos os aspectos; em alguns ordenamentos, mantém seu status de pessoa. Um exemplo: quando alguém comete um delito de forma reiterada, estupros com graves consequências para a mulher, o magistrado se pergunta, considerando a periculosidade do sujeito, qual é a possibilidade de ele voltar a delinquir. Consequentemente, no Direito penal alemão, aplica-se a 'custódia preventiva', que supõe privação de liberdade do sujeito. Porém, isso não significa que todos os seus direitos, como a manutenção da sua saúde e de ter contato com seus familiares, devam ser restringidos. A despersonalização do sujeito é parcial, mas também significa que parcialmente há uma despersonalização. | ” |

Jakobs refere-se ao inimigo como alguém que não se submete ou não admite fazer parte do Estado  e, por isso, não deve usufruir do estatuto de cidadão. nem mesmo de pessoa Estabelece, portanto, uma distinção entre cidadão e inimigo (mais precisamente, "inimigo público), definido segundo disposições de ordem cultural ou moral, mas sobretudo a partir de interesses políticos, de dominação e poder. .

## Inimigo público
Na política, a "atividade de juntar e defender os amigos e desagregar e combater os inimigos", nos termos de Carl Schmitt, expressa com precisão a noção de inimigo público e sua conexão com os elementos morais e pragmáticos dos megadiscursos -  grandiosas narrativas, pelas quais uma sociedade se interpreta a si mesma e se afirma como comunidade diferente das demais. Com efeito, nas palavras de Colin Powell, Secretário de Estado norte-americano,  "como resultado do 11 de setembro,  [o Presidente Bush] vê o valor das coalizões e dos amigos, de ter gente ao seu lado" . Aqui, a noção fulcral é a crença de que determinados povos são escolhidos em detrimento de outros para que anunciem com absoluta exclusividade "as grandezas daquele que vos chamou das trevas para a sua maravilhosa luz"  – e, por isso mesmo, pastoreiem as demais nações na busca de um "mundo melhor". 
Pedro Scuro Neto contextualizou a noção de inimigo público à luz da  redefinição pós-moderna da problemática do crime e do controle social a partir de uma lógica de segurança pública supranacional, supostamente mais adequada à "emergência de novos espaços e formas de criminalidade" - lógica que ensejou, a partir de uma doutrina aplicada originalmente na América Latina, a "americanização" dos sistemas internacionais de justiça criminal. Dessa forma acentuaram-se, cada vez mais, as contradições entre o Direito Penal e a realidade social, configurou-se a justiça penal como um ambiente obstruído por "amolações" (como o próprio Direito) e justificou-se, com base em uma noção substancial do crime (que implica punição de "condutas perigosas", mesmo quando não expressamente incriminadas pela lei) e em nome da defesa social, a interferência "proativa" dos agentes da segurança pública - tendências que refletem "o modo convencional, burocrático, de encarar as relações internacionais e de resolver problemas segundo o ponto de vista privilegiado de atores diretamente envolvidos com política externa e segurança pública. Correspondem também à disposição pós-moderna de conceber regulação jurídica como algo que evolui "por impulso das transformações na vida econômica, na vida política e nas relações cotidianas" e a partir de uma extensiva, deliberada e compulsiva difusão global das instituições das sociedades avançadas "pós-tradicionais", ensejando uma "radicalização da modernidade", o abandono e a desincorporação da tradição, cada vez mais problematizada. }}

## Aplicação do conceito

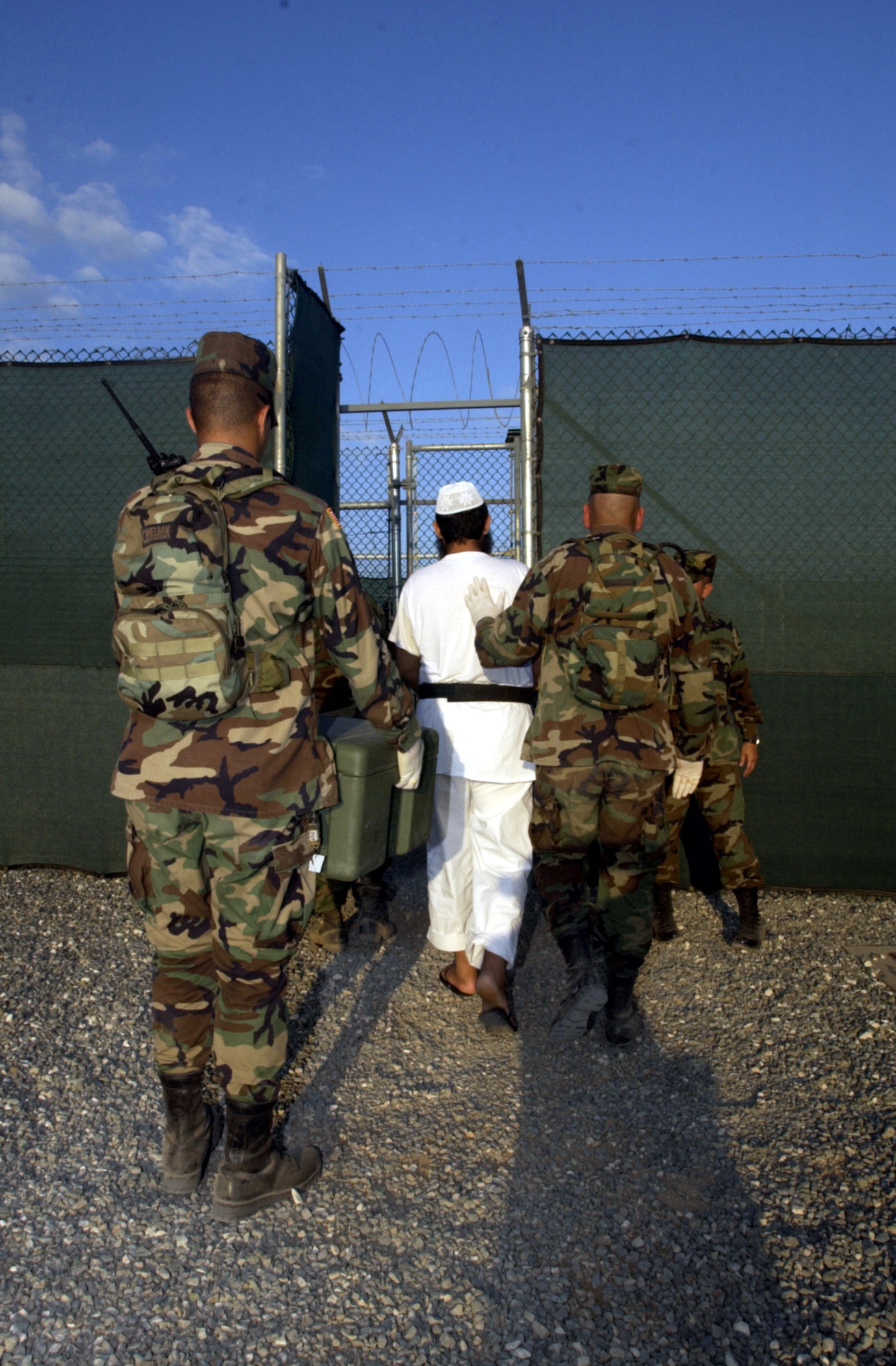
Guantánamo: Camp X-Ray

No caso dos indivíduos acusados de terrorismo e mantidos prisioneiros na base militar estadunidense de Guantánamo,  a despersonalização, segundo Jakobs,   significa que eles poderiam estar em regime de incomunicabilidade apenas durante algumas semanas, a fim de serem identificados e para se saber quão perigosos seriam. Contudo, Jakobs defende que "passados vários anos desde os atentados de 11 de setembro, é inadmissível que se mantenha a mesma situação sem modificar o estatuto jurídico desses sujeitos".

### No Brasil
Um exemplo que, segundo alguns juristas, configura a aplicação do direito penal do inimigo foi o processo por descaminho e sonegação fiscal, típicos crimes econômicos, movido contra os proprietários da Villa Daslu - uma loja de bens de luxo situada na cidade de São Paulo. Nesse caso, a Justiça Federal em Guarulhos, determinou a prisão antecipada  e sem acusação formal dos proprietários da loja, com exibição pública dos presos, submetendo-os à execração pública e tratando-os como  inimigos do país. Quando foram soltos, porque não era para terem sido presos, alardeou-se, na mídia, que, no Brasil, os ricos não ficam na cadeia.   Posteriormente,   a proprietária da loja, Eliana Tranchesi, foi novamente presa, embora fizesse jus a aguardar, em liberdade, até o trânsito em julgado do processo.  Após um processo extremamente célere, todos os réus foram condenados  a penas próximas de cem anos de prisão. Eliana Tranchesi, que sofria de grave problema de saúde, também foi levada imediatamente ao cárcere.

## Controvérsia
A ideia encontra forte oposição na Alemanha,bem como em outros países. Raúl Zaffaroni, por exemplo, conclui que:
| “ | A admissão jurídica do conceito de inimigo no Direito (que não seja estritamente no contexto de guerra) sempre foi lógica e historicamente o primeiro sintoma de destruição autoritária do Estado de Direito. | ” |

| “ | Os Estados ocidentais vão incorporando de maneira aparentemente cômoda uma lógica de emergência permanente ou perpétua. Isso reforça a ideia de que a terceira velocidade [do Direito Penal] (ou direito penal do inimigo, na terminologia de Jakobs) vai se estabilizando e ganhará terreno. | ” |